# كولين فاغنر
كولين فاغنر هي كاتِبة وكاتبة مسرحية كندية، ولدت في 1949 في Elk Point, Alberta ‏ في كندا.